# Ublituximab
Ublituximab ist ein Arzneistoff aus der Gruppe der monoklonalen Antikörper. In den USA wurde er 2022 unter dem Handelsnamen Briumvi (TG Therapeutics) zugelassen zur Behandlung von multipler Sklerose (MS), einer chronisch-entzündlichen Erkrankung des Nervensystems. In der EU wurde Briumvi am 31. Mai 2023 auf Empfehlung der EMA zugelassen.

## Eigenschaften
Ublituximab ist ein chimärer (Maus/human) monoklonaler Antikörper vom Typ IgG1λ (Immunglobulin G1λ), der rekombinant in einer Ratten-Myelom-Zelllinie hergestellt wird, unter Einsatz der Hybridom-Technik. Das Protein besteht aus je zwei identischen schweren γ-Ketten und leichten κ-Ketten (→ Immunglobulin G#Struktur), die über Disulfidbrücken verbunden sind, und hat eine molare Masse von circa 144,5 kDa. Die gezielt erzeugte niedrige Fucosylierung bewirkt eine ausgeprägte antikörperabhängige zellvermittelte Zytotoxizität (antibody‐dependent cellular cytotoxicity, ADCC).
Ublituximab ist gegen CD20-exprimierende B-Zellen gerichtet. Es wird davon ausgegangen, dass durch die Bindung an das auf B-Zellen vorkommende Zelloberflächenantigen CD20 die abhängigen Signalwege blockiert werden. Daraus resultiert die zelluläre und komplementabhängige Zytolyse dieser Zellen.

## Verwendung
In den USA ließ die Food and Drug Administration (FDA) Ublituximab unter dem Namen Briumvi zu zur Behandlung von erwachsenen Patienten mit schubförmig remittierenden Formen der multiplen Sklerose (RMS). Im Mai 2023 erfolgte die EU-weite Zulassung zur Behandlung von erwachsenen Patienten mit RMS in der aktiven Erkrankungsphase.
Die Verabreichung erfolgt intravenös als Infusion.

## Nebenwirkungen und Anwendungsbeschränkungen
Die häufigsten Nebenwirkungen waren infusionsbedingte Reaktionen und Infektion. Es sind schwere Infusionsreaktionen möglich.

## Handelsnamen
Briumvi (USA, EU)